# 安丰郡 (刘宋)
安豐郡，中国南北朝时设置的郡。
东晋侨置安豐郡，后废。南朝宋末复置安豐郡，治安丰县（今安徽霍邱县西南二十里）。辖境相当今安徽霍邱县地。南齐扩大至今安徽省金寨县、河南省商城县一带。南朝梁移治今寿县西南，辖境约当今寿县南部地。后被北齐、北周占据，下辖安丰县、松滋县。隋文帝开皇三年（583年）废安豐郡。